# Vörösök (film)
A Vörösök (eredeti cím: Reds) 1981-ben bemutatott amerikai történelmi filmdráma, melynek társírója, producere, rendezője és főszereplője Warren Beatty. 
John Reed szerepében Beatty látható, további főszerepben tűnik fel Diane Keaton, mint Louise Bryant feminista aktivista, illetve Jack Nicholson, mint Eugene O’Neill drámaíró. A fontosabb mellékszerepeket Edward Herrmann, Jerzy Kosiński, Paul Sorvino, Maureen Stapleton, Gene Hackman, Ramon Bieri, Nicolas Coster és M. Emmet Walsh alakítja. A dokumentumfilmes elemeket tartalmazó filmben interjúalanyként szerepelnek olyan írók és/vagy aktivisták, mint Scott Nearing, Dorothy Frooks, George Seldes, Roger Baldwin és Henry Miller.
Az Amerikai Egyesült Államokban 1981. december 4-én mutatták be, kritikai siker mellett. Beatty elnyerte a legjobb rendezőnek járó Oscar-díjat, valamint Nicholsonnal és Stapletonnal együtt jelöléseket szerzett legjobb fő-, illetve mellékszereplő kategóriákban.

## Cselekmény
A film John Reed újságíró életét mutatja be, aki a kommunista mozgalom támogatójaként az 1917-es októberi orosz forradalomról megírta Tíz nap, amely megrengette a világot című 1919-es művét. 

## Szereplők
| Szerep                            | Színész           | Magyar hang    |
| --------------------------------- | ----------------- | -------------- |
| John Silas "Jack" Reed            | Warren Beatty     | Csankó Zoltán  |
| Louise Bryant                     | Diane Keaton      | Kovács Nóra    |
| Max Eastman                       | Edward Herrmann   | Szerémi Zoltán |
| Grigorij Zinovjev                 | Jerzy Kosiński    | Epres Attila   |
| Eugene O’Neill                    | Jack Nicholson    | Reviczky Gábor |
| Louis C. Fraina                   | Paul Sorvino      | Csuja Imre     |
| Emma Goldman                      | Maureen Stapleton | Pásztor Erzsi  |
| Paul Trullinger                   | Nicolas Coster    |                |
| Julius Gerber                     | William Daniels   |                |
| Liberális klub szónoka            | M. Emmet Walsh    |                |
| Mr. Partlow                       | Ian Wolfe         |                |
| Mrs. Partlow                      | Bessie Love       |                |
| Floyd Dell                        | Max Wright        |                |
| Horace Whigham                    | George Plimpton   |                |
| Maurice Becker                    | Harry Ditson      |                |
| Ida Rauh                          | Leigh Curran      |                |
| Crystal Eastman                   | Kathryn Grody     |                |
| Big Bill Haywood                  | Dolph Sweet       |                |
| Pete Van Wherry                   | Gene Hackman      |                |
| Jane Heap                         | Nancy Duiguid     |                |
| Allan L. Benson                   | Dave King         |                |
| tolmács a gyárban                 | Denis Pekarev     |                |
| Vlagyimir Iljics Lenin            | Roger Sloman      |                |
| Lev Davidovics Trockij            | Stuart Richman    |                |
| Alekszandr Fjodorovics Kerenszkij | Oleg Kerensky     |                |
| Overman szenátor                  | John J. Hooker    |                |
| Karl Bernhardovics Radek          | Jan Tříska        |                |
| kormányügynök                     | R. G. Armstrong   |                |

## Fordítás
- Ez a szócikk részben vagy egészben  a   Reds (film) című angol Wikipédia-szócikk ezen változatának fordításán alapul.  Az eredeti cikk szerkesztőit annak laptörténete sorolja fel. Ez a jelzés csupán a megfogalmazás eredetét és a szerzői jogokat jelzi, nem szolgál a cikkben szereplő információk forrásmegjelöléseként.